# Álmatlanság (film, 2002)
Az Álmatlanság (eredeti cím: Insomnia) 2002-ben bemutatott amerikai bűnügyi film, melyet Christopher Nolan rendezett. A film az azonos című 1997-es norvég film feldolgozása. A főbb szerepekben Al Pacino, Robin Williams, Hilary Swank, Maura Tierney, Martin Donovan, Nicky Katt és Paul Dooley látható.
Az Amerikai Egyesült Államokban 2002. május 24-én bemutatott film bevételi szempontból jól teljesített és a kritikusok is pozitívan fogadták, kiemelve Pacino és Williams színészi alakításait.

## Cselekmény
Will Dormer detektív társával együtt Alaszkába, a sarkkörhöz utazik, egy meggyilkolt 17 éves lány ügyében. Majdnem sikerül elfogniuk a gyilkost, ám Dormer a ködben véletlenül a társát lövi le. Ám mivel a baleset előtt nem sokkal konfliktushelyzetbe keveredtek, nem vallja be tettét, hanem az ámokfutóra fogja. Így ettől kezdve nemcsak álmatlanságával kell megküzdenie (a 24 órán át tartó világosság miatt), hanem saját bűntudatával is. Mígnem a rejtélyes gyilkos fel nem hívja őt telefonon, mondván, tudja a nyomozó titkát, így kénytelenek egyezséget kötni. De a nyomozó mégsem hagyja annyiban, küzd saját igazának tisztázása és a gyilkos bűnösségének bizonyítása érdekében. Eközben egyre rosszabb és rosszabb lelkiállapotba kerül.

## Szereplők
| Szerep                     | Színész            | Magyar hang     |
| -------------------------- | ------------------ | --------------- |
| Will Dormer nyomozó        | Al Pacino          | Végvári Tamás   |
| Walter Finch               | Robin Williams     | Mikó István     |
| Ellie Burr nyomozó         | Hilary Swank       | Németh Borbála  |
| Rachel Clement             | Maura Tierney      | Németh Kriszta  |
| Hap Eckhart nyomozó        | Martin Donovan     | Mikula Sándor   |
| Fred Duggar nyomozó        | Nicky Katt         | Sótonyi Gábor   |
| Charlie Nyback rendőrfőnök | Paul Dooley        | Varga Tamás     |
| Kay Connell                | Crystal Lowe       |                 |
| Francis rendőrtiszt        | Jay Brazeau        | Kajtár Róbert   |
| Farrell Brooks rendőrtiszt | Larry Holden       | Gyurity István  |
| Trish Eckhart              | Kerry Sandomirsky  |                 |
| Rich rendőrtiszt           | Lorne Cardinal     | Faragó András   |
| Tanya Francke              | Katharine Isabelle | Roatis Andrea   |
| Randy Stetz                | Jonathan Jackson   | Tóth Roland     |
| halottkém                  | Paula Shaw         | Koffler Gizella |

## Díjak, jelölések
- Londoni Kritikusok Körének Filmes Díja (2003)
  - díj: az év rendezője – Christopher Nolan
  - jelölés: az év színésze – Al Pacino

## Fordítás
- Ez a szócikk részben vagy egészben  az   Insomnia (2002 film) című angol Wikipédia-szócikk fordításán alapul.  Az eredeti cikk szerkesztőit annak laptörténete sorolja fel. Ez a jelzés csupán a megfogalmazás eredetét és a szerzői jogokat jelzi, nem szolgál a cikkben szereplő információk forrásmegjelöléseként.